# Сконто (стадион)
«Ско́нто» (латыш. Skonto) — футбольный стадион в Риге (Латвия), входящий в состав одноимённого олимпийского комплекса. Номинальная вместимость − 8 087 зрителей, на футбольных матчах − 6 747 зрителей. Домашний стадион футбольного клуба «Рига» и сборной Латвии по футболу. Открыт в 2000 году.